# Egretta
Egretta is een geslacht van vogels uit de familie van de reigers (Ardeidae).

## Soorten
Het geslacht kent de volgende soorten:
- Egretta ardesiaca – Zwarte reiger
- Egretta caerulea – Kleine blauwe reiger
- Egretta dimorpha – Madagaskarzilverreiger
- Egretta eulophotes – Chinese zilverreiger
- Egretta garzetta – Kleine zilverreiger
- Egretta gularis – Westelijke rifreiger
- Egretta novaehollandiae – Witwangreiger
- Egretta picata – Bonte reiger
- Egretta rufescens – Roodhalsreiger
- Egretta sacra – Oostelijke rifreiger
- Egretta thula – Amerikaanse kleine zilverreiger
- Egretta tricolor – Witbuikreiger
- Egretta vinaceigula – Sharpes reiger